# Dusk Till Dawn (bài hát của Zayn)
"Dusk Till Dawn" là một bài hát của ca sĩ người Anh Zayn và có sự góp mặt của nữ ca sĩ, người viết bài hát người Úc Sia, được phát hành rộng rãi toàn cầu với vai trò là đĩa đơn đầu tiên trích từ album phòng thu thứ hai sắp tới của anh vào ngày 7 tháng 9 năm 2017. Video âm nhạc đi cùng với đĩa đơn được phát hành vào cùng ngày, với sự góp mặt của Zayn và nữ diễn viên người Mỹ gốc Anh Jemima Kirke. Bài hát đồng thời cũng được góp mặt trong đoạn quảng cáo trailer chính thức của bộ phim The Mountain Between Us. Về phương diện thương mại, bài hát đứng đầu các bảng xếp hạng của bảy quốc gia và vươn lên lọt vào top 10 của hơn hai mươi nước, trong đó bao gồm Úc, Canada, Pháp, Đức và Anh Quốc.

## Sáng tác
"Dusk Till Dawn" là một bản power ballad nhạc pop. Tạp chí Fact đã miêu tả bài hát là một bản "stadium ballad" và có nói thêm rằng "thay vì chạy thoát ra khỏi dòng dõi nhạc pop của mình thì [Zayn] dường như có vẻ thoải mái và quyết định đi theo con đường khởi đầu ấy của anh".
Khi nói về bài hát, Zayn nói, "Đây là nơi tôi khởi đầu và nó rõ rằng sẽ vẫn còn ở đó. Tôi vẫn yêu thích nhạc pop, nhưng tôi lại muốn tự minh xoay xở và tự làm cho tôi nổi tiếng."
Bài hát được viết ở giọng Si thứ, có nhịp độ 180 nhịp trên một phút, và viết ở nhịp C. Bài hát bao gồm một dãy âm Bm7–G–D–F♯m7/C♯–Bm7–G–D–A/C♯. Giọng hát kéo dài giữa hai quãng tám, từ nốt D3 đến nốt D5.